# Davey Watt
Dave „Davey” Watt, właśc. David John Watt (ur. 6 stycznia 1978 w Townsville) – australijski żużlowiec.

## Życiorys
Reprezentant australijskiego Queensland. W polskiej I lidze w sezonie 2006 reprezentował GTŻ Grudziądz (był to jego pierwszy polski klub). Mimo słabej średniej jaką tam uzyskał (1,333), zawodnikiem tym zainteresowała się rzeszowska Stal, w której spędził dwa sezony (2007 i 2008). Po spadku Stali Rzeszów do I ligi związał się kontraktem z WTS Atlas Wrocław. Słaby sezon spędzony we Wrocławiu spowodował, że zawodnik w sezonie 2010 podpisał kontrakt z GTŻ-em Grudziądz, którego był liderem w latach 2010-2012. W sezonie 2013 związał się kontraktem z beniaminkiem ekstraligi – Startem Gniezno. Sezon 2014 spędził w KMŻ Lublin, a po spadku tej drużyny do 2. Polskiej Ligi Żużlowej związał się na sezon 2015 z beniaminkiem Nice PLŻ Speedway Wandą Instal Kraków.
Swoje największe sukcesy odnosił w zawodach drużynowych. Wraz z kolegami z reprezentacji Australii zdobył w roku 2007 brązowy medal Drużynowego Pucharu Świata. Jest też trzykrotnym Drużynowym Mistrzem Wielkiej Brytanii.

## Przynależność klubowa
Wielka Brytania
- Isle of Wight Islanders (2001)
- Newcastle Diamond (2002)
- King’s Lynn Stars (2003)
- Poole Pirates (2003–2004)
- Rye House Rockets (2004)
- Eastbourne Eagles (2004–2005)
- Oxford Cheetahs (2006)
- Eastbourne Eagles (2007)
- Poole Pirates (2008)
- Eastbourne Eagles (2009)
- Poole Pirates (2010–2011)
- Lakeside Hammers (2012–2014)
- Poole Pirates (2015)

Szwecja
- Valsarna Hagfors (2004–2005)
- Vargarna Norrköping (2006)
- Masarna Avesta (2007–2008)
- Lejonen Gislaved (2009)
- Valsarna Hagfors (2011)

Polska
- GTŻ Grudziądz (2006)
- Stal Rzeszów (2007–2008)
- WTS Wrocław (2009)
- GTŻ Grudziądz (2010–2012)
- Start Gniezno (2013)
- KMŻ Lublin (2014)
- Speedway Wanda Kraków (2015)
- SK Lokomotīve Dyneburg (2016)
- Stal Rzeszów (2017)

## Starty w Grand Prix (indywidualnych mistrzostwach świata na żużlu)

### Punkty w poszczególnych zawodachGrand Prix
| Sezon 2010          |                       |                     |                      |                    |                                |                          |                                 |                       |                       |                       |                          |         |         |         |         |         |         |         |         |         |         |        |        |        |        |        |        |        |        |        |        |        |
| GP Europy – Leszno  | GP Szwecji – Göteborg | GP Czech – Praga    | GP Danii – Kopenhaga | GP Polski – Toruń  | GP Wielkiej Brytanii – Cardiff | GP Skandynawii – Målilla | GP Chorwacji – Gorican          | GP Nordyckie – Vojens | GP Włoch – Terenzano  | GP Polski – Bydgoszcz | miejsce                  | miejsce | miejsce | miejsce | miejsce | miejsce | miejsce | miejsce | miejsce | miejsce | miejsce | punkty | punkty | punkty | punkty | punkty | punkty | punkty | punkty | punkty | punkty | punkty |
| –                   | –                     | –                   | –                    | –                  | 6                              | –                        | 6                               | 1                     | 6                     | –                     | 17                       | 17      | 17      | 17      | 17      | 17      | 17      | 17      | 17      | 17      | 17      | 19     | 19     | 19     | 19     | 19     | 19     | 19     | 19     | 19     | 19     | 19     |
| Sezon 2017          |                       |                     |                      |                    |                                |                          |                                 |                       |                       |                       |                          |         |         |         |         |         |         |         |         |         |         |        |        |        |        |        |        |        |        |        |        |        |
| GP Słowenii – Krško | GP Polski – Warszawa  | GP Łotwy – Dyneburg | GP Czech – Praga     | GP Danii – Horsens | GP Wielkiej Brytanii – Cardiff | GP Szwecji – Målilla     | GP Polski – Gorzów Wielkopolski | GP Niemiec – Teterow  | GP Sztokholmu – Solna | GP Polski – Toruń     | GP Australii – Melbourne | miejsce | miejsce | miejsce | miejsce | miejsce | miejsce | miejsce | miejsce | miejsce | miejsce | punkty | punkty | punkty | punkty | punkty | punkty | punkty | punkty | punkty | punkty |        |
| –                   | –                     | –                   | –                    | –                  | –                              | –                        | –                               | –                     | –                     | –                     | 3                        | 29      | 29      | 29      | 29      | 29      | 29      | 29      | 29      | 29      | 29      | 3      | 3      | 3      | 3      | 3      | 3      | 3      | 3      | 3      | 3      |        |

| Statystyki        | Statystyki |
| ----------------- | ---------- |
| Starty            | 5          |
| Zwycięstwa        | 0          |
| Miejsca na podium | 0          |
| Finalista         | 0          |
| Punkty            | 22         |

## Największe sukcesy
- Brązowy medal Drużynowego Pucharu Świata w roku 2007
- Mistrzostwo British Elite League z Poole Pirates w sezonach 2003, 2004, 2008